# کانیلاس دی البایدا
کانیلاس دی البایدا (به اسپانیایی: Canillas de Albaida) یک دهستان اسپانیا است که در استان مالاگا واقع شده‌است.

## خصوصیات
کانیلاس دی البایدا ۳۳ کیلومترمربع مساحت و ۴۹۷ نفر جمعیت دارد و ۶۳۰ متر بالاتر از سطح دریا واقع شده‌است.